# Omoglymmius germari
Omoglymmius germari is een keversoort uit de familie loopkevers (Carabidae). De wetenschappelijke naam van de soort is voor het eerst geldig gepubliceerd in 1892 door Ganglbauer.